# XMLGUI
XMLGUI è un'infrastruttura di KDE che consente il design di interfacce utente tramite documenti XML.
In questo ambiente, il programmatore definisce varie azioni che la sua applicazione può implementare, con alcune già pronte, offerte dall'ambiente KDE, tra cui l'apertura di file o la chiusura dell'applicazione. Ogni azione può essere associata a vari dati, tra cui icone, testo e suggerimenti.
La parte interessante di questo design è il fatto che le azioni non sono inserite in menu o barre degli strumenti dal programmatore, che fornisce solo un file XML che descrive la disposizione della barra del menu e della barra degli strumenti. Con questo sistema, l'utente finale può ridisegnare l'interfaccia utente di un'applicazione senza dover toccare il codice sorgente del programma in questione.
Tramite la componente KParts, XMLGUI può essere integrato facilmente in altri programmi. Konqueror ne è un esempio.